# Schreckhof

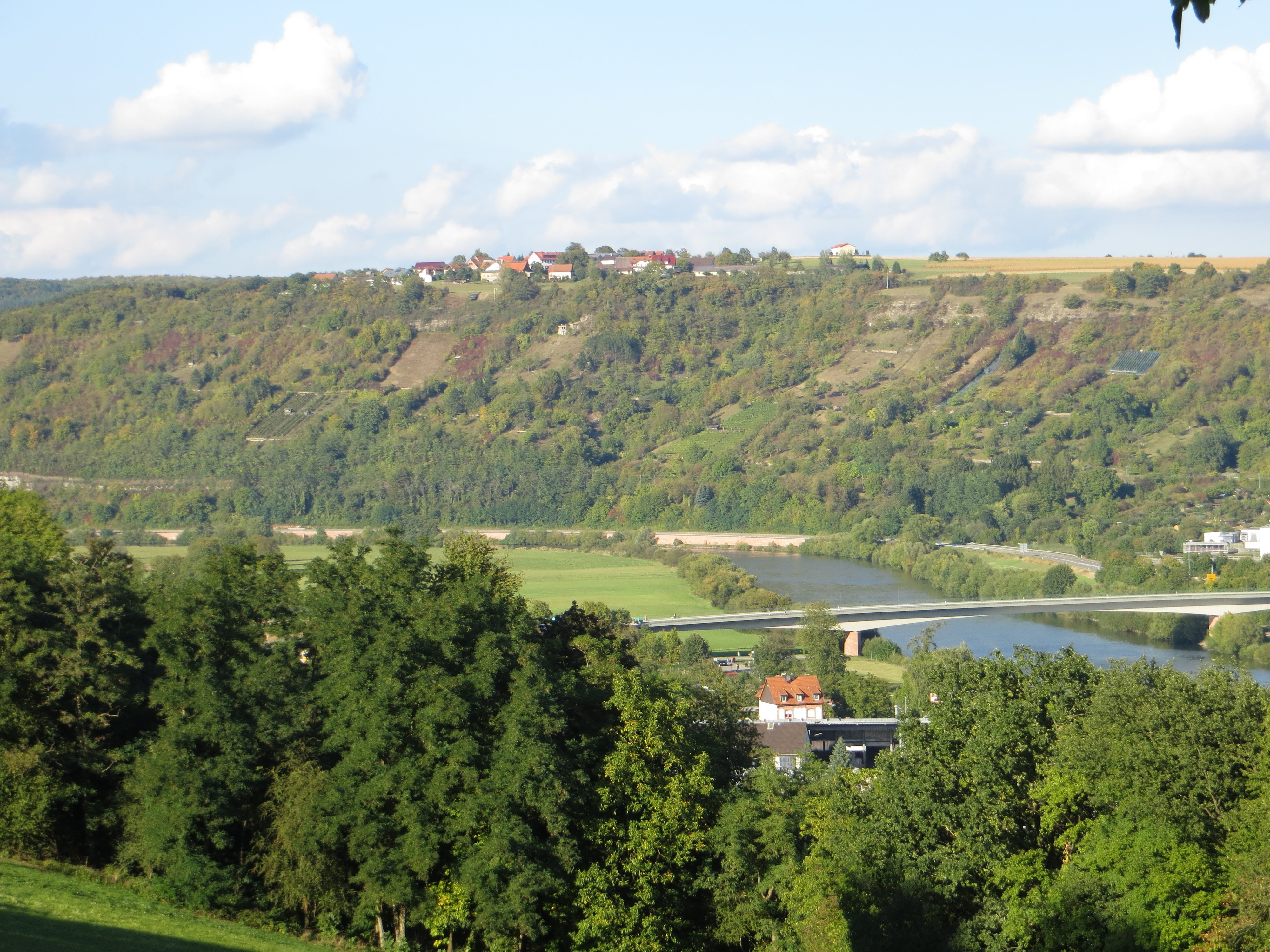
Der Schreckhof über dem Neckar bei Diedesheim

Der Schreckhof ist ein zum Mosbacher Stadtteil Diedesheim zählender Weiler im Neckar-Odenwald-Kreis im nördlichen Baden-Württemberg.

## Lage
Der Schreckhof liegt etwa eineinhalb Kilometer nördlich des Mosbacher Stadtteils Diedesheim, auf einer Hochfläche am rechten Neckarufer.

## Geschichte
Der Schreckhof wurde gemeinsam mit Nüstenbach in einer Urkunde von 1305 anlässlich einer Schenkung von Erträgen an beiden Orten an die Stiftskirche St. Juliana in Mosbach erstmals erwähnt. Er gilt als späte, d. h. hochmittelalterliche Gründung. Zum Zeitpunkt der Ersterwähnung gab es einen Weinberg im Schreckhof. Im späten Mittelalter war der Schreckhof Alleinbesitz der Kurpfalz, die den Hof bis zum Dreißigjährigen Krieg durch einen Hofmann bewirtschaften ließ. Die Wirtschaftsflächen des Hofes lagen innerhalb der Markungen von Diedesheim und Neckarelz, der Hof besaß darüber hinaus das Weiderecht auf verschiedenen umliegenden Markungen. Von 1640 bis 1732 war der Schreckhof Lehen der jeweiligen Burgleute auf Schloss Neuburg. Nach dem Dreißigjährigen Krieg war der Hof zunächst im Besitz der Familie von Cloos. Angehörige der Familie wohnten zeitweise auch dort. Ihr Wappen findet sich heute noch am historischen Hauptgebäudes des Hofs. Christoph Cloos von Neuburg starb dort 1691. 1731 kam der Schreckhof in den Besitz von Joseph Franz Xaver von Mezger. Nach dessen Tod 1747 war der Hof heruntergewirtschaftet, alle Gebäude waren baufällig. Die Pfälzische Hofkammer teilte das Lehen daraufhin in vier Teile auf und vergab den Hof an vier bürgerliche Erbbeständer. Durch diese wurde der Hof, der bislang nur aus einem herrschaftlichen Wohnhaus und Nebengebäuden bestanden hatte, erstmals bedeutend baulich erweitert.
Der Hof zählte zur Zent Mosbach und unterstand der Kellerei in Neckarelz. Im Lauf des 19. Jahrhunderts erwarben die Schreckhof-Pächter ihre Höfe als Eigentum. Der Schreckhof bildete künftig eine eigene Markung. Ein Stabhalter stand der Einwohnerschaft vor. 1884 ließen die Hofbauern die Siedlung mit einer im Neckartal gelegenen Quelle verbinden. Mittels zweier hydraulischer Widder wurde das Wasser auf den Berg gepumpt. 1924 wurde der Schreckhof nach Diedesheim eingemeindet und kam mit diesem 1973 zu Mosbach.